# لودفيج روزيليوس
لودفيج روزيليوس (2 يونيو 1874 - 15 مايو 1943) تاجر قهوة ألماني ومؤسس شركة مقهى هاج. وُلِد في بريمن ويُنسب إليه الفضل في تطوير إزالة الكافيين التجارية من القهوة. كان راعياً وداعمًا للفنانين مثل باولا مودرسون-بيكر وبرنارد هوتجر [الإنجليزية] وحول شارع بوتشرستراسي في بريمن إلى عمل فني.